# Большевьясский район
Большевьясский райо́н — административно-территориальная единица в РСФСР, существовавшая в 1935—1959 годах. Административный центр — село Большой Вьяс.

## География
В Пензенской области район располагался в северной части вдоль границы с Мордовской АССР. Площадь района составляла 1 234 км².

## История
Район был образован 25 января 1935 года в составе Куйбышевского края в результате разукрупнения Лунинского района.
С декабря 1936 года в составе Куйбышевской области, с 1937 года — в Тамбовской области.
4 февраля 1939 года передан в состав вновь образованной Пензенской области (население района составляло 46 170 чел.).
12 октября 1959 года район был упразднён, его территория вошла в состав Лунинского района.

## Экономика
Перед упразднением в районе имелось 17 колхозов, совхоз, 7 600 голов крупного рогатого скота, 5600 свиней, 12,5 тыс. овец.